# Baby Journey
Baby Journey är ett svenskt teknikbolag och en mobilapplikation som erbjuder stöd för gravida och småbarnsföräldrar. Appen lanserades i oktober 2020 av Michaela Forni, Damon Foroozesh och Timothy Forni och innehåller funktioner såsom artiklar, expertverktyg, graviditets- och barnutvecklingsguider samt förlossningsförberedande kurser.

## Historik
Baby Journey lanserades på den svenska marknaden i oktober 2020  och i augusti 2021 rankades appen som Sveriges tredje största gravid- och föräldraapp.
I augusti 2022 gick Länsförsäkringar in som delägare i bolaget, som då värderades till cirka 325 miljoner kronor.
Under 2024 inledde Baby Journey sin internationella expansion med lansering i Norge i januari och i Danmark i augusti. I januari 2025 lanserades appen på ytterligare två marknader: Tyskland och Storbritannien.
I maj 2025 tillträdde Michaela Forni som bolagets vd.

## Samarbeten och utmärkelser
Bolaget nominerades till Svenska Designpriset 2021 för sin grafiska profil och användarupplevelse.
I mars 2024 tilldelades Michaela Forni utmärkelsen "Årets Tech-mama" vid Mama-galan.
I december 2023 lanserades ett samarbete med BB S:t Göran, där guidade förlossningsfilmer producerades i syfte att minska oro hos blivande föräldrar.